# Energa HEAT-RFL-75N
Energa HEAT-RFL-75N – belgijski nasadkowy granat przeciwpancerny produkowany przez firmę MECAR SA.
Granat Energa HEAT-RFL-75N może być miotany przy pomocy dowolnego karabinu kalibru 7,62 mm NATO z urządzeniem wylotowym o średnicy 22 mm, przy pomocy naboju ślepego. Prędkość początkowa granatu jest równa 54 m/s. Zasięg maksymalny wynosi 275 m. Zalecana przez producenta odległość od celu to 100 m dla celi nieruchomych i 75 m dla ruchomych. Granat posiada głowicę kumulacyjna przebijającą pancerz stalowy o grubości do 275 mm lub warstwę betonu o grubości 600 mm. Zapalnik uderzeniowy uzbraja się w odległości 6 metrów od strzelca.
Granat HEAT-RFL-75N był używany przez US Armed Forces, armię brytyjską i Bundeswehrę.